# Polykarp von Künburg
Polycarp Wilhelm von Künburg, mort le 15 juillet 1675 à Salzbourg, est un prince-évêque autrichien du XVIIe siècle. 
Il appartient à la même famille que le prince-archevêque de Salzbourg Maximilian Gandolph von Künburg, protecteur du compositeur et violoniste virtuose Heinrich Biber. La Sonata Sancti Polycarpi de ce dernier lui est dédiée, pour célébrer son ascension dans la hiérarchie ecclésiastique.

## Biographie
Fils de Johann Ferdinand Freiherr von Künburg et de Barbara Constantia Scheidt, baronne von Leiterstorf, Polycarp von Künburg est un représentant de la noblesse de Carinthie, élevée à la dignité d'échanson héréditaire après l'extinction des comtes de Thun und Hohenstein en 1669. En 1666, le comte Polycarp devient vidame (Vizedom) de Friesach. Le 31 janvier 1669, il intègre le chapitre de la cathédrale de Salzbourg.
En mars 1673, le prince-archevêque de Salzbourg Maximilian Gandolph von Künburg le nomme prince-évêque de Gurk, nomination confirmée le 24 février de l'année suivante. Le 11 août 1674, il s'installe solennellement à la cathédrale de Gurk. C'est pour l'une de ces occasions qu'aurait été créée la Sonata Sancti Polycarpi de Heinrich Biber, qui lui est dédiée. Le comte Polycarp était « chef des Hof- und Feldtrompeter (« trompettistes de la cour et des champs ») » à la cour de Salzbourg, ce qui expliquerait l'instrumentation inhabituelle de cette Sonata pour huit trompettes, timbales et  basse continue.
L'évêque Polycarp von Künburg meurt le 15 juillet. Sur sa demande, il est enterré à Salzbourg. Seul son cœur se trouve dans la cathédrale de Gurk.

### Ouvrages spécialisés
- (de) Jakob Obersteiner, Die Bischöfe von Gurk. 1072–1822, Klagenfurt, Verlag des Geschichtsvereins für Kärnten, coll. « Aus Forschung und Kunst » (no 5), 1969 (ISSN 0067-0642), p. 397-403
- (de) Dr. Constant von Wurzbach, Biographisches Lexikon des Kaisertums Österreich : Kuenburg, Polycarp Wilhelm Freiherr, nachmals Graf, vol. 13, Vienne, Druck und Verlag des k.k. Hof- und Staatsdruckerei, 1865 (lire en ligne), p. 324